# Brenda Molinas
Brenda Molinas (Lomas de Zamora, Buenos Aires, Argentina; 23 de marzo de 1997) es una futbolista argentina. Juega de arquera en el club Banfield de la Primera División Femenina de Argentina.

## Trayectoria
Formó parte de la selección femenina de fútbol sub-17 de Argentina.
Pasó por clubes como San Lorenzo,  Camioneros y River Plate. En 2019, con el inicio de la profesionalización del fútbol femenino, firmó su primer contrato con Lanús. Posteriormente regresó a River Plate firmando contrato en julio de 2020.
En enero de 2022 se confirma como refuerzo del Cuervo.
De cara a la temporada 2023, se suma como refuerzo para Banfield.